# 連世誠
連世誠（2002年4月22日—），外號及遊戲代號為「RB」、「小龐」、「世誠同學」、「圖奇男妓」、「圖奇皇帝」、「業餘最強打野」、「連大廚」、「連四強」、「四強同學」，是一名出生於凱琪帝國的電競實況主播。2020年加入凱琪娛樂。曾為台灣《英雄聯盟》ECS菁英挑戰聯賽選手，目前效力於LSC英雄聯盟校園聯賽黎明企鵝隊。

## 隊伍經歷

### 戰隊
| 時間                 | 賽事                | 隊伍          | 備註 |
| 2018年6月至2019年1月 | ECS菁英挑戰聯賽     | SuperEsports  |      |
| 2019年3月至2020年2月 | ECS菁英挑戰聯賽     | ahq Fighter   |      |
| 2020年2月至2020年2月 | ECS菁英挑戰聯賽     | Alpha Esports |      |
| 2021年4月至今        | LSC英雄聯盟校園聯賽 | 黎明企鵝隊    |      |

### 代表隊
| 時間       | 賽事                         | 隊伍           | 備註 |
| 2019年12月 | AESF e-Masters亞洲電競大師盃 | Chinese Taipei |      |

## 獎項
| 時間       | 賽事                              | 名次           | 隊伍            | 備註                       |
| 2018年8月  | 六都電競爭霸戰                    | 總亞軍         | SuperEsports    |                            |
| 2019年8月  | 六都電競爭霸戰                    | 總冠軍         | ahq Fighter     |                            |
| 2020年7月  | AEC亞洲電子競技公開賽(英雄聯盟)   | 白銀神鱒區冠軍 | 吃藥吧病友會    | 3:1 擊敗燒茶茶             |
| 2020年11月 | CCCE城市盃數位科藝電競邀請賽      | 冠軍           | 黎明技術學院B隊 |                            |
| 2021年7月  | LSC第四屆英雄聯盟校園聯賽夏季賽   | 冠軍           | 黎明企鵝隊      | 3:1 擊敗三信戰鷹隊         |
| 2022年1月  | LSC第五屆英雄聯盟校園聯賽冬季賽   | 冠軍           | 黎明企鵝隊      | 3:0 擊敗弘光獵鷹隊         |
| 2022年7月  | LSC第五屆英雄聯盟校園聯賽夏季賽   | 亞軍           | 黎明企鵝隊      | 1:3 敗於萬能雄獅隊         |
| 2022年9月  | AEC亞洲電子競技公開賽(英雄聯盟)   | 總冠軍         | 臺北熊讚隊      | 3:0 擊敗BYG我愛你          |
| 2023年1月  | LSC第六屆英雄聯盟校園聯賽冬季賽   | 冠軍           | 黎明企鵝隊      | 3:1 擊敗萬能雄獅隊         |
| 2023年6月  | AEC亞洲電子競技公開賽(咆嘯深淵)   | 翡翠狂蛙區冠軍 | 我會到啊        | 2:0 擊敗還我瞎蓋播報拳     |
| 2023年7月  | AEC亞洲電子競技公開賽(英雄聯盟)   | 翡翠狂蛙區16強 | 肉肉披薩配三國  | 0:1 敗於什毛意思（一輪跪） |
| 2023年7月  | LSC第六屆英雄聯盟校園聯賽夏季賽   | 亞軍           | 黎明企鵝隊      | 1:3 敗於萬能雄獅隊         |
| 2023年8月  | 2023雲林電競派對(英雄聯盟)        | 冠軍           | 肉肉披薩配三國  | 2:0 擊敗軍下粉絲團         |
| 2023年9月  | 六都電競爭霸戰                    | 亞軍           | 肉肉披薩配三國  | 0:3 敗於0死不如不玩        |
| 2024年6月  | 匯海上 2024 Summer 臺灣英雄邀請賽 | 亞軍           | 黎明企鵝隊      | 1:3 敗於弘光獵鷹           |

## 外部連結
- 連世誠的Twitch频道
- 連世誠的Instagram帳戶
- 連世誠的Facebook專頁
- YouTube上的連世誠頻道